# 馬爾堡車站
馬爾堡車站（波蘭語：Stacja Malbork）是波蘭北部波美拉尼亞省馬爾堡的主要鐵路車站。

## 歷史
該車站於1852年啟用，當時馬爾堡位於普魯士瓜分的波蘭地區，自1871年起成為德國的一部分。兩次世界大戰期間，它是但澤自由市和德國之間德國一側的邊境站，第二次世界大戰結束後，馬爾堡成為波蘭領土。